# Tōru Emori
Tōru Emori (江守 徹 Emori Tōru; Tokio, 25 de enero de 1944) es un seiyū y actor japonés nacido el 25 de enero de 1944 en Tokio bajo el nombre Tetsuo Katō (加藤 徹夫 Katō Tetsuo). Es reconocido por sus roles en películas como Paprika, Tokyo Godfathers y Adieu Galaxy Express 999, entre otros.

## Roles interpretados

### Series de Anime
- Hakuōki como Bunzaemon Kinokuniya

### Películas de animación
- Adieu Galaxy Express 999 como Faust.
- Genma Taisen como Vega.
- Hi no tori (1978) como Susanoo.
- Paprika como el Dr. Seijiro Inui.
- Shinsengumi (2000) como el Narrador.
- Tokyo Godfathers como Gin.

### Series de TV
- Dôbutsu no oisha-san (2003) como el Profesor Urushihara.
- El lobo solitario y su cachorro como Katsuragi Daihachi.
- Fumô chitai (2009) como Tabuchi.
- Hachidai Shōgun Yoshimune (1995) como Monzaemon Chikamatsu.
- Legal High (2012) como Togashi Itsuo.
- Musashi (2003) como Akaneya Genzo.
- Onihei Hankachō (1989) como Samanosuke Kishii.
- Sakura (2002) como Masaharu Nakasone.
- Tokugawa Yoshinobu (1998) como Hisamitsu Shimazu.
- Ude ni oboe ari (1992) como Kuranosuke Ôishi.

### Películas
- Purinsesu Toyotomi (2011) como Shuzo Urushibara.
- Dive!! (2008) como Ichiro Maehara.
- Maboroshi no Yamataikoku (2008) como Esaka.
- Inochi (2002) como Oiwa.
- Kikuchi-jō monogatari - sakimori-tachi no uta (2000) como noble Paekche.
- 39 keihô dai sanjûkyû jô (1999) como el Fiscal Michihiko Kusama.
- Kenpô wa mada ka (1996) como Fumimaro Konoe.
- Araki Mataemon: Otokotachi no shura (1994) como Nobutsuna Matsudaira.
- Nurse Call (1993) como Shunsuke Oiwa.
- O-Roshiya-koku suimu-dan (1992) como Matsudaira Sadanobu.
- Shaso (1989) como Akio Tokunaga.
- Rirakkusu: Matsubara Katsumi no nichijô seikatsu (1982) como Katsumi Matsubara.
- Yami no naka no chimimoryo (1971) como Takeda.
- Joshi gakuen: Warui asobi (1970) como Tetsuo Tsukada.